# エルマンガルド・ド・エスベイ
エルマンガルド・ド・エスベイ（Ermengarde de Hesbaye）またはイルミンガルト・フォン・ヘスペンガウ（Irmingard von Hespengau、780年頃 - 818年10月3日）は、フランク王・神聖ローマ皇帝ルートヴィヒ1世（敬虔帝）の最初の妃。

## 生涯
ヘスペンガウ（現在のベルギー領ハスペンゴウ/エスベイ地方）の伯爵だったイングラムの娘で、794年にカール大帝の四男ルートヴィヒ（敬虔帝）と結婚した。814年、カール大帝が死去し、ルートヴィヒ1世が単独皇帝となった。818年、エルマンガルドはアンジェで没した。夫は819年、ユーディト・フォン・アルトドルフと再婚した。

## 子女
夫との間には4男2女の6人の子女をもうけた。
- ロタール1世（795年 - 855年） - 西ローマ皇帝、中部フランク王
- ピピン1世（797年 - 838年） - アクイタニア王
- アデライーデ（799年生）
- ロトルーデ（800年生） - オーヴェルニュ伯ジェラール1世と結婚
- ヒルデガルト（802年生） - オーヴェルニュ伯ジェラール1世（姉の寡夫）と結婚
- ルートヴィヒ2世（804年 - 876年） - 東フランク王